# The God of High School
The God of High School (koreanisch: 갓 오브 하이 스쿨; RR: Gat Obeu Hai Seukul) ist ein südkoreanischer Manhwa, der von 2011 bis 2022 veröffentlicht wurde. 2020 erschien eine Anime-Adaption von Studio MAPPA.

## Veröffentlichung
Die Manhwaserie erschien von 2011 bis 2022 beim Verlag Naver Corporation. Die Kapitel werden auch in vier Sammelbänden veröffentlicht. Eine englische Übersetzungen wurde 2014 von Line Webtoon veröffentlicht.

## Animeserie
Eine Adaption als Anime entstand beim Studio MAPPA unter der Regie von Sunghoo Park. Die künstlerische Leitung lag bei Kuniko Iwatani und Sachiko Nishiguchi, für den Ton war Kisuke Koizumi verantwortlich. Die Musik der Serie komponierte Alisa Okehazama. Der Abspannlied ist WIN von CIX. Die 25 Minuten langen Folgen wurden von Juli bis September 2020 auf Tokyo MX in Japan ausgestrahlt. Die Plattform Crunchyroll veröffentlicht die Serie international per Streaming, unter anderem mit deutschen und englischen Untertiteln.

### Synchronisation
| Rolle     | japanische Sprecher (Seiyū) |
| --------- | --------------------------- |
| Yoo Mira  | Ayaka Ōhashi                |
| Han Daewi | Kentarō Kumagai             |
| Jin Mori  | Tatsumaru Tachibana         |

## Andere Medien
Der Manhwa wurde auch als mobiles Spiel umgesetzt und es wurde eine Netzanimationskurzserie erstellt, die mit dem Soundtrack des erwähnten Spiels verbunden ist.